# Palmier à huile
Elaeis guineensis · Éléis de Guinée, Palmiste
Espèce
Classification phylogénétique
Le Palmier à huile, Palmiste ou Éléis de Guinée (Elaeis guineensis Jacq.) est une espèce de plantes monocotylédones de la famille des Arecacées, largement cultivée pour ses fruits et ses graines riches en huile à usage alimentaire et industriel. L'huile de palme, extraite de la pulpe du fruit, est devenue depuis quelques années la « première source de corps gras végétal sur le marché mondial ». L'huile de palmiste, extraite des graines, est autorisée dans l'Union européenne comme substitut du beurre de cacao.
Le premier occidental à le décrire et à en ramener des graines est le naturaliste français Michel Adanson.

## Description

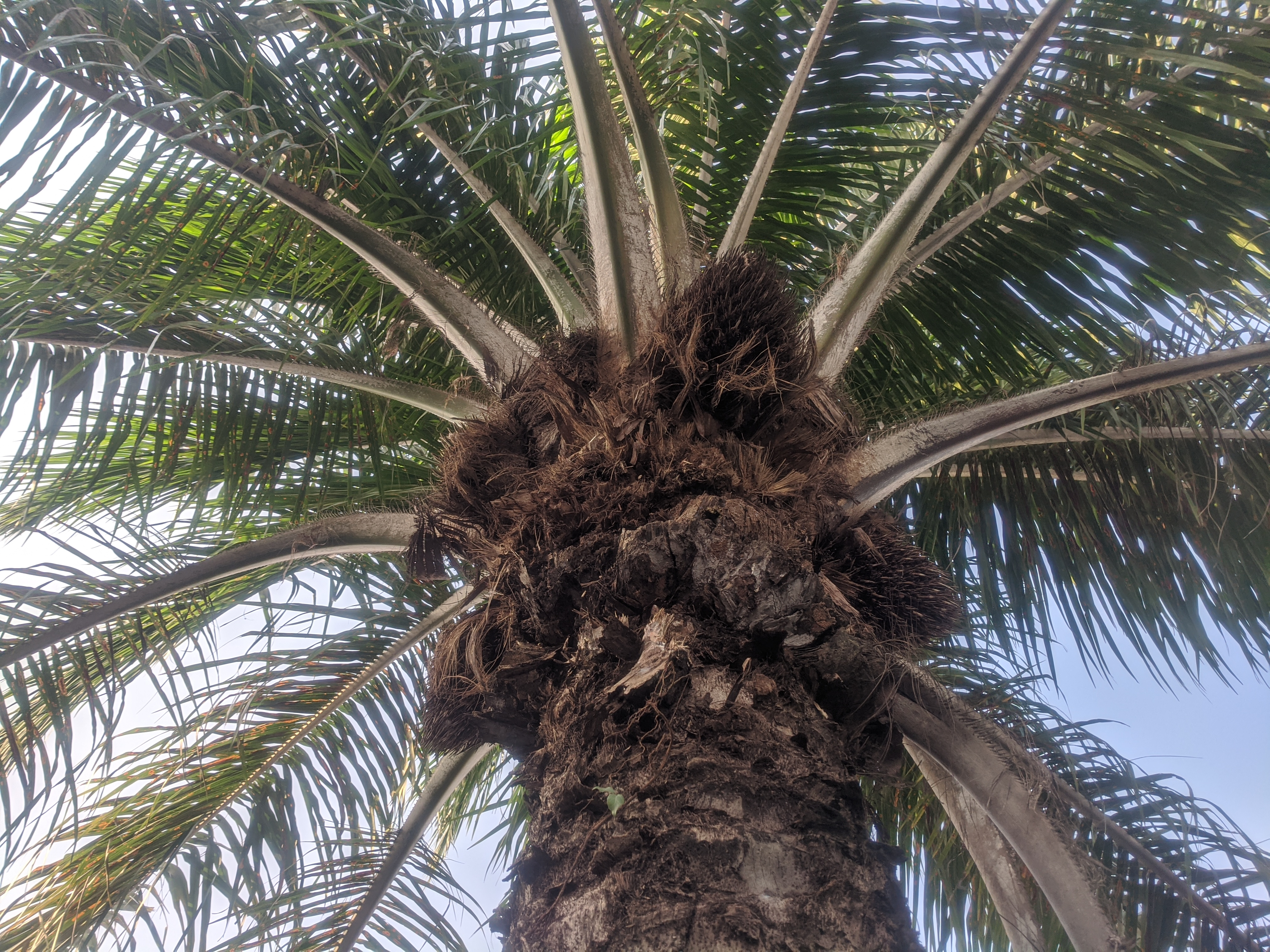
Un palmier à huile.

Le palmier à huile mesure 20 à 25 m de haut, mais dans les palmeraies de culture les elaeis ne dépassent pas 15 mètres. Son « faux-tronc » est le stipe caractéristique des palmiers, cylindrique, vertical, non ramifié et de diamètre constant.
Les feuilles, pennées, mesurent de 5 à 7 m de long, à pétiole très robuste et épineux. Elles forment une couronne symétrique en haut du stipe, entourant et protégeant le bourgeon végétatif.

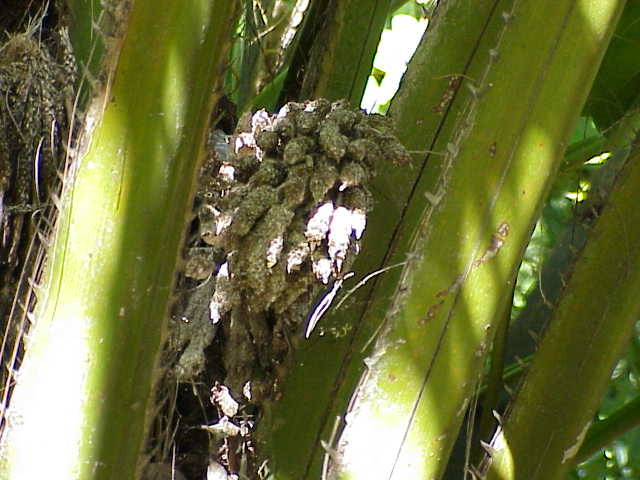
Inflorescences d'un palmier à huile.

Les inflorescences sont des spadices, implantés à l'aisselle de chaque feuille. La plante est monoïque et présente des spadices mâles et femelles séparés. Les fleurs, petites et de couleur blanc sale, sont très serrées.

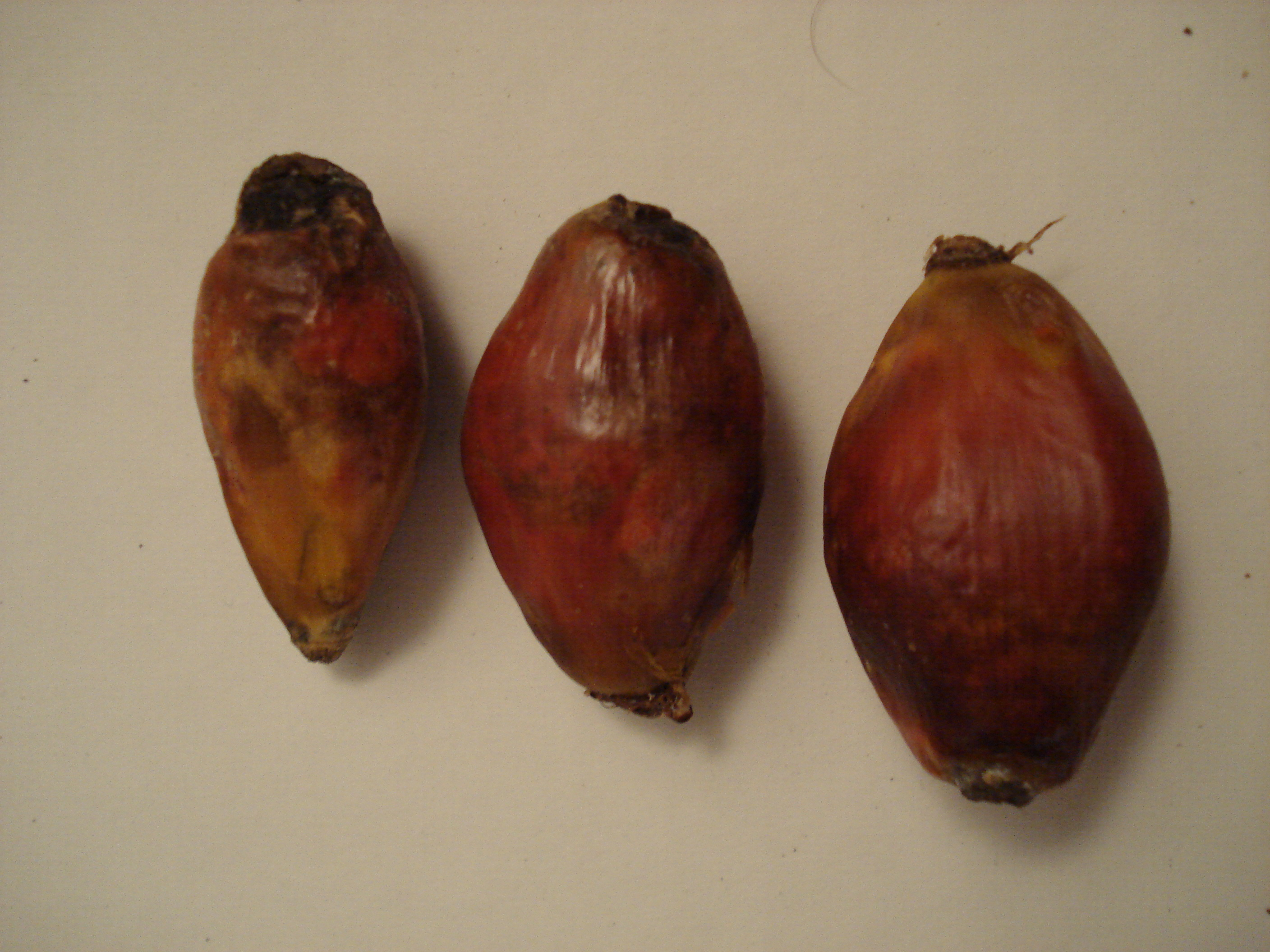
Drupes d'un palmier à huile.

Le fruit est une drupe charnue, de forme ovoïde, sessile, d'environ 3 cm de long. La pulpe ou mésocarpe, de couleur jaune-orangé, renferme près de 50 % de lipides qui constituent l'huile de palme. Les noix de palme sont groupées en régimes. Un régime pèse entre 5 et 50 kg et contient 500 à 4 000 drupes, selon l’âge du palmier, son origine, son environnement, etc..
On distingue trois types variétaux selon la morphologie du fruit : le dura, dont le fruit contient une coque épaisse autour de l'amande ; le pisifera dépourvu de coque (et généralement femelle stérile) ; et le tenera, avec une coque mince. Le dura est le type le plus répandu dans la nature. Le tenera est le type cultivé, car il combine fruits riches en pulpe et fertilité femelle. Chez les dura et tenera, la coque du noyau, très dure, est constituée par l'endocarpe. Le type de fruit est contrôlé par le gène SHELL, qui possède deux allèles codominants (le tenera étant hétérozygote). Ce gène code un facteur de transcription de la famille des MADS-box, et l'allèle à l'origine du type pisifera est dû à des mutations faux sens,.
L'amande, appelée palmiste, est également riche en lipides et fournit l'huile de palmiste. L’amande comprend un tégument mince et adhérent, un albumen cartilagineux qui contient environ 50 % d’huile et un embryon.

## Distribution
Cette espèce est originaire de l'Afrique tropicale. Son aire naturelle s’étend sur plus de 6 000 km le long de la côte Atlantique d’Afrique, depuis le Sénégal jusqu’à l’Angola. Elle s’enfonce sur 50 à 200 km à l’intérieur des terres et sur 2 000 km au niveau de l’équateur, dans la cuvette congolaise. Son foyer d'origine semble se situer le long du golfe de Guinée, où subsistent des palmeraies naturelles. Grâce à un pollen très caractéristique, qui diffère significativement de celui des autres palmiers africains, en particulier du Ronier (Borassus aethiopum), la palynologie a permis de mieux cerner ses origines et ses déplacements, depuis 3000 ans environ ; alors que les palmiers étaient en Afrique, comme en Amérique du sud très fréquents, ils ont régressé dans les forêts d'Afrique durant le Cénozoïque, probablement à cause de changements climatiques. Le palmier à huile est l'un des rares à avoir résisté à ce recul en Afrique.

## Culture

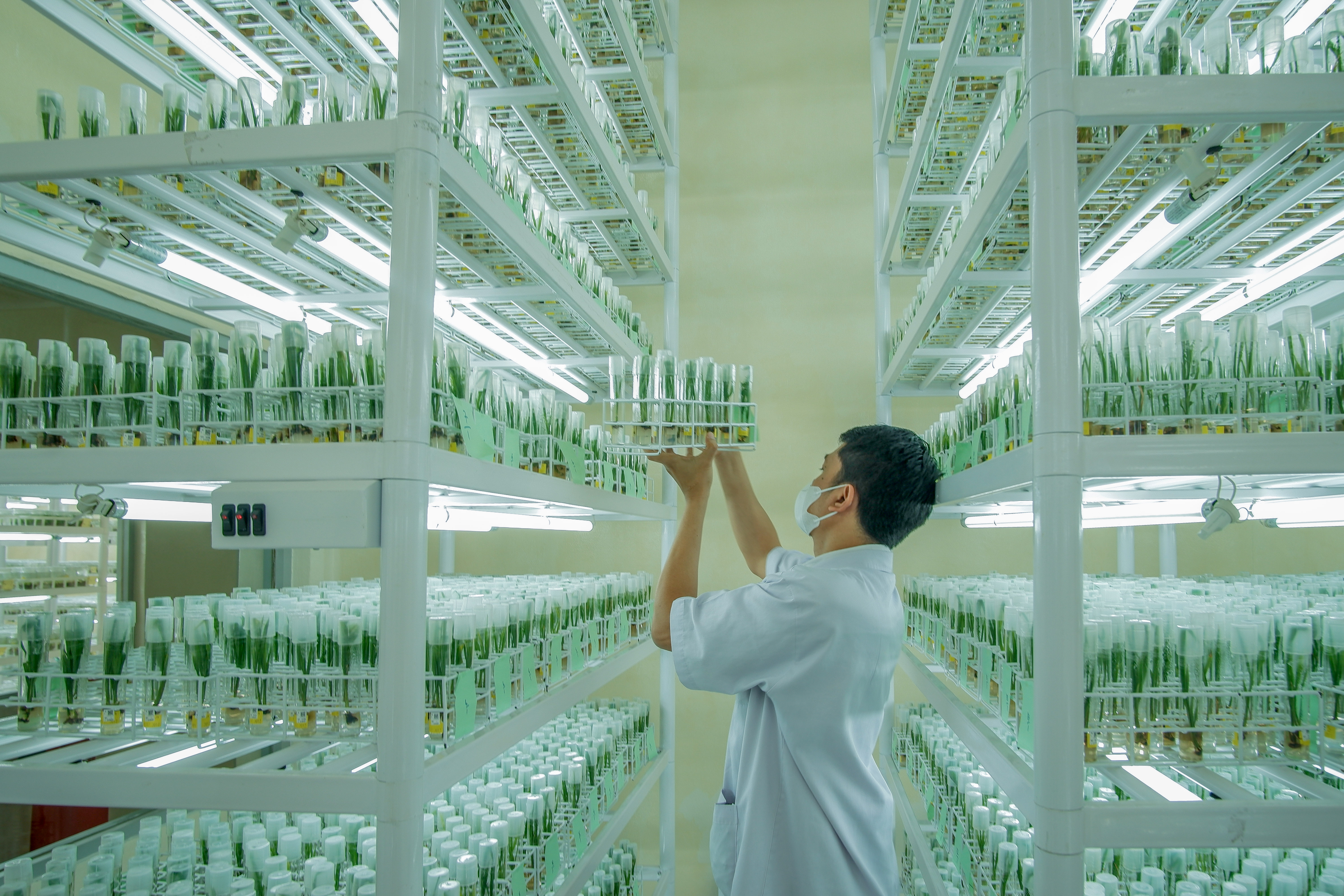
Sélection de plants de palmiers à huile placés dans une pièce à température contrôlée en Indonésie.

Le palmier à huile est largement cultivé dans toutes les zones tropicales du globe, notamment en Asie, sous forme de plusieurs cultivars à la productivité fortement améliorée par sélection variétale.
Sa productivité a connu une croissance proche de celle du blé, maïs, tournesol, etc. durant la première révolution verte dans les régions tempérées. La sélection du type variétal tenera a fait croître sa productivité de 30 %. Dans les années 1960, une augmentation supplémentaire de 10 % a été obtenue par l'hétérosis résultant du croisement entre populations complémentaires. Depuis, un progrès génétique annuel de 1 % a été obtenu par sélection variétale récurrente réciproque, pour arriver au début des années 1990 à une production de 6,7 tonnes d’huile par hectare et par an dans les meilleures conditions, passée à environ 7,2 t/ha/an vers l'an 2000,. En parallèle, des cultivars résistant mieux à la fusariose et à la pourriture du cœur, deux maladies fréquentes respectivement en Afrique et en Amérique du Sud, ont été développés. 
La dormance de la graine reste difficile à lever. Ce sont donc souvent des graines germées qui sont vendues aux planteurs. Après avoir été surtout cultivé en Asie où il a fait reculer les forêts tropicales, il tend maintenant à être cultivé industriellement en Afrique, dans le Bassin du Congo notamment (projets de millions d'hectares de plantation).
En culture industrielle, les objectifs de production sont de 20 à 30 t/ha de fruits avec un taux d'extraction en huile de 23-25 %.
.

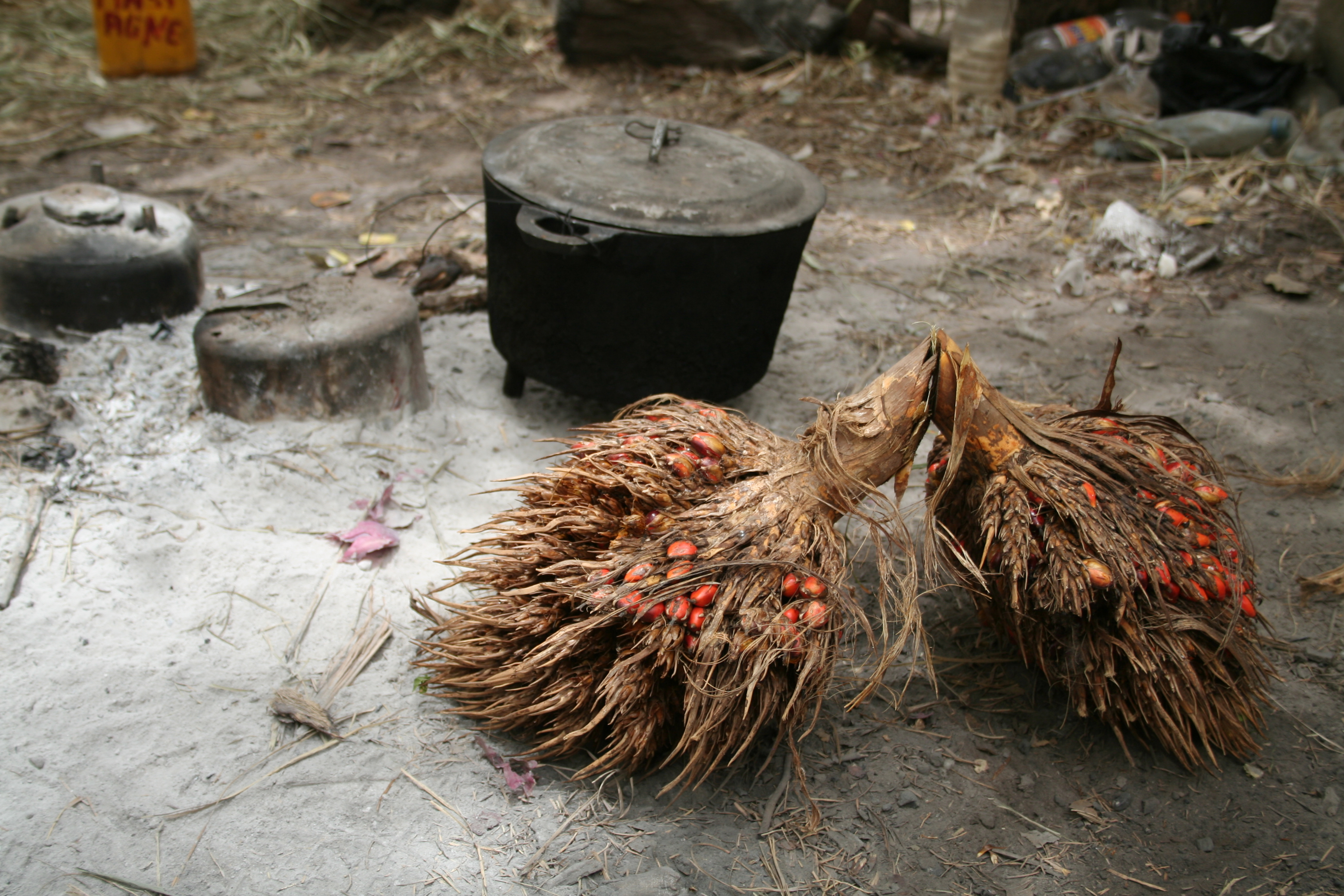
Fruits du palmier à huile (Sénégal).

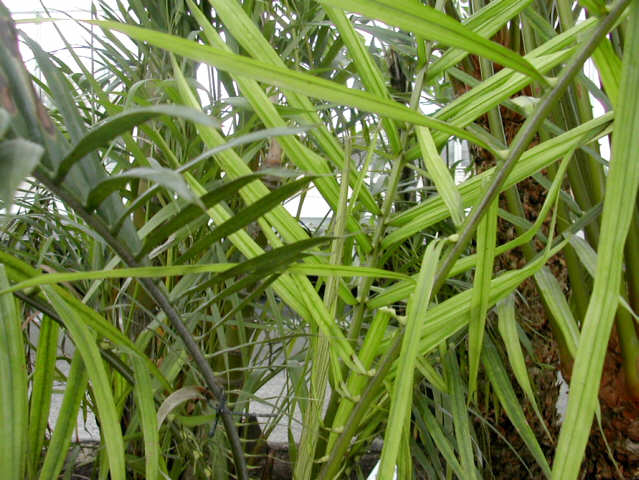
Palmiers à huile, serres tropicales du Grand Blottereau (Nantes).

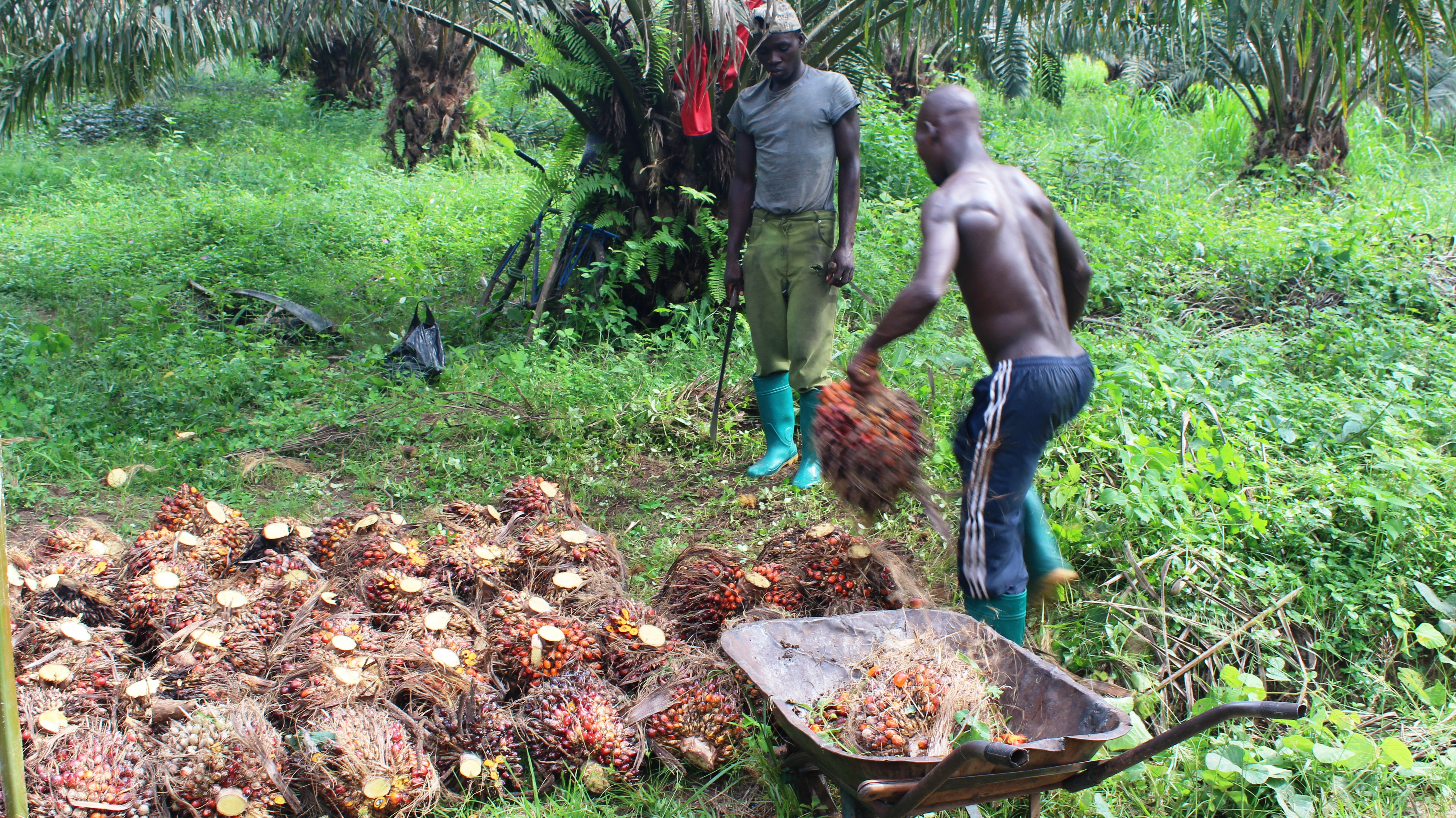
Récolte de régimes de palmiers à huile en Côte d'Ivoire.

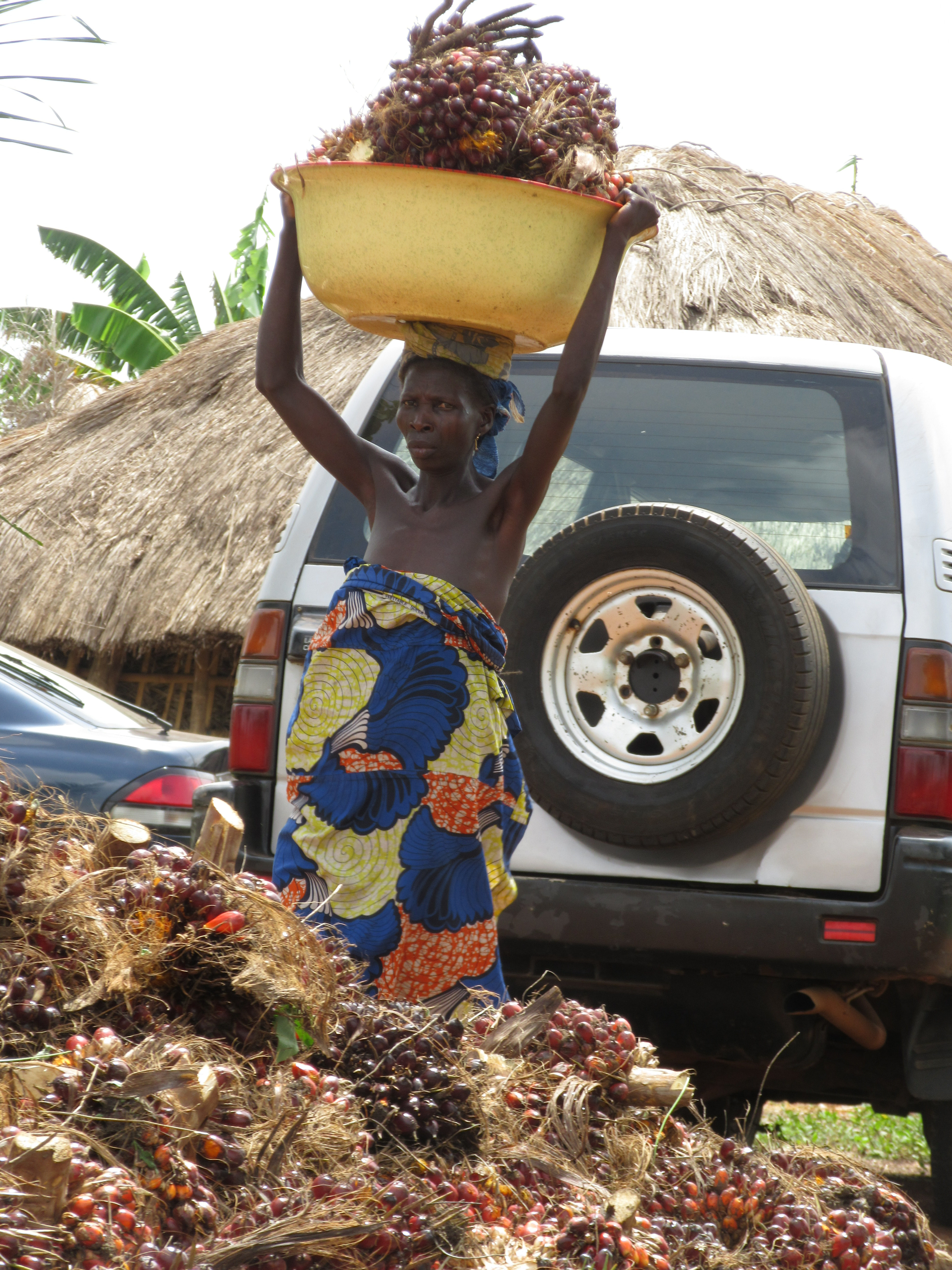
Récolte de régimes de palmiers à huile au Bénin.

Les principaux producteurs sont le Nigeria, la Côte d'Ivoire, le Cameroun et la République démocratique du Congo pour l'Afrique, la Malaisie et l'Indonésie (les deux premiers producteurs mondiaux en 2008) pour l'Asie, la Colombie et l'Équateur pour l'Amérique du Sud. En Indonésie, les surfaces nouvellement consacrées au palmier à huile sont passées de 14 000 ha par an dans les années 1970 à 340 000 entre 2000 et 2009, selon l'USDA. Entre 1990 et 2005, les nouvelles plantations de palmiers à huile ont occupé 1,8 million d'hectares en Malaisie. 
La rentabilité importante de cette culture est un facteur majeur de la déforestation dans certains pays comme la Malaisie et l'Indonésie. Ainsi, en 2009,  l'archipel indonésien perdait chaque année 2 à 3 millions d'hectares boisés pour y planter à la place des palmiers à huile et répondre à une très forte demande du marché mondial : 10 % des produits alimentaires et 10 % des produits cosmétiques que nous consommons contiennent de l'huile de palme, sans oublier les besoins du secteur pétrolier, qui évincent petit à petit les autres secteurs. 
Des violations des droits de l'homme sont associées à cette monoculture. 
Un palmier à huile donne des fruits douze mois sur douze, deux fois par mois, et peut produire jusqu'à 25 à 35 ans. Cependant vers 20 à 25 ans, les palmiers deviennent trop hauts et il devient difficile de cueillir les noix de palme ; ils sont alors coupés et leur « bois » est récupéré (en réalité ce n'est pas du bois car les plantes monocotylédones ne possèdent pas de cambium).

## Utilisation
On tire du palmier deux huiles et une boisson alcoolisée :

### Huile de palme
L'huile de palme est extraite de la pulpe des fruits, de couleur rouge soit par pression à chaud ou de manière artisanale avec des pressoirs manuels ou des petits extracteurs mécaniques à moteur.
- Elle est très utilisée pour l'alimentation (friture, fabrication de margarines, matières grasses…). C'est, en 2010, l’huile végétale la plus consommée au monde (25 %)[17].
- Elle est aussi très utilisée pour la fabrication de savon, et en cosmétologie. Les savons saponifiés à froid en contiennent souvent pour ses propriétés lavantes et moussantes.
- En 2006, 1 % des biodiesels était produit à partir d'huile de palme[18].

### Huile de palmiste
L'huile de palmiste est de couleur blanche. Extraite des graines décortiquées, à haute teneur en acidité, elle est utilisée également en alimentation et dans l'industrie (savons, lubrifiants…).
L'huile de palme et l'huile de palmiste sont riches en acides gras saturés et sont partiellement à l'état solide aux températures tempérées.

### Vin de palme
La sève du palmier est récupérée durant 45-60 jours après l'abattage, à raison d'environ 5 L par jour. Très sucrée et avec une odeur caractéristique de levures, elle se consomme fraîche sous diverses nominations locales (Bandji en Côte d'Ivoire). Cependant, le principal débouché est l'alcool fort obtenu après fermentation puis distillation. Cet alcool a également divers noms (koutoukou en Côte d'Ivoire, akpeteshie au Ghana, etc.).
Ces deux boissons sont très prisées et consommées en Afrique de l'ouest et en Afrique centrale. Chez les Diolas de Basse-Casamance, au Sénégal, la sève non fermentée était utilisée pour allaiter les nourrissons ayant perdu leur maman[réf. souhaitée]. Cette sève est pleine de vitamines. Les techniques d'exploitation du vin sont des pratiques durables qui se font depuis des générations et qui contribuent à assainir les populations de palmiers à huile, en asséchant les stipes des palmiers, ce qui limite la prolifération des insectes ravageurs.

### Règlement européen visant à bannir les produits issus de la déforestation
Le règlement européen visant à bannir les produits issus de la déforestation a été adopté par le Parlement européen le 19 avril 2023. Pour les palmiers à huile, cela concerne :
- l'huile de palme et ses fractions ;
- les huiles de palmiste et de babassu brutes et leurs fractions, même raffinées, mais non chimiquement modifiées ;
- les tourteaux et autres résidus solides de noix ou d'amandes de palmiste ;
- le glycérol, d'une pureté de 95 % ou plus,
- l'acide palmitique.